# Mandelgåva

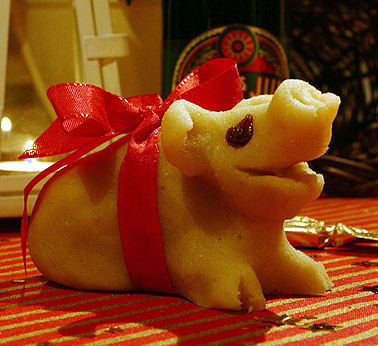
Marsipangris, som är en klassisk dansk mandelgåva.

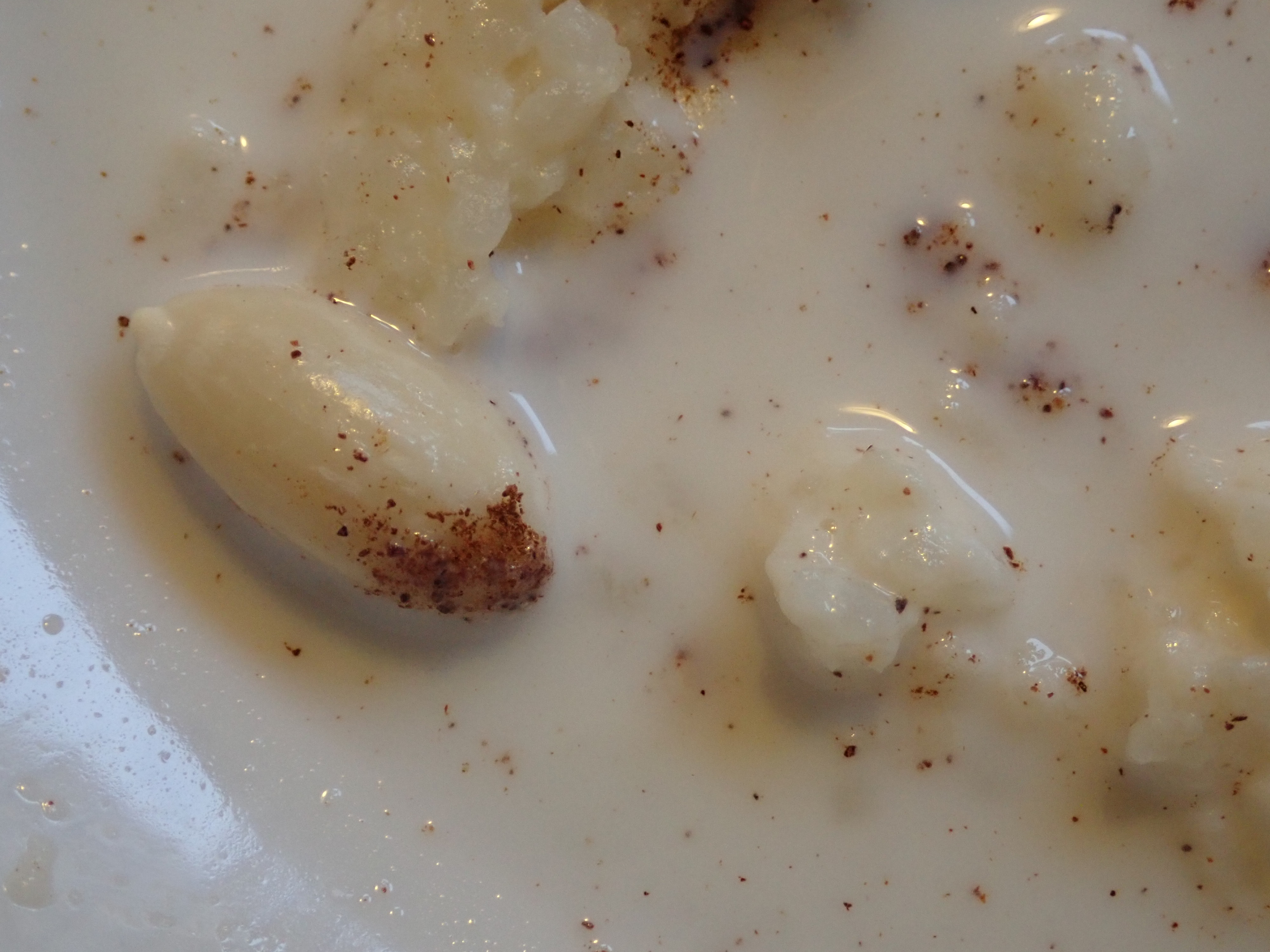
Julgröt med mandel.

Mandelgåva är en present som delas ut i samband med ätandet av risgrynsgröt med mandel på julen. Det är en dansk tradition som förutom i Danmark förekommer i Skåne, Norge och på Island. I resten av Sverige samt i Finland talar man oftare om att den som får mandeln kommer att bli gift följande år.
Vid tillagning av risgrynsgröt rör man ner en skalad sötmandel. Den som vid servering får mandeln erhåller mandelgåvan, bestående av exempelvis godis eller en leksak.
I slutet av 1800-talet förekom det även att man rörde ned en bittermandel i gröten. Den som fick bittermandeln skulle, i motsats till sötmandeln, inte bli gift under det närmaste året. Under den tiden avsåg mandelseden främst de ogifta flickorna. Om samtliga husets flickor var gifta, kunde de istället få en mandelgåva.

## Dansk tradition
I Danmark förekommer företeelsen även vid förtäring av Risalamande, en dansk Ris à la Malta. Där är det en etablerad tradition i många familjer, och i synnerhet barnfamiljer. För rättvisans skull fuskas det ibland så att alla barn får en mandelgåva. För att mandelgåvan skulle tilltala alla åldrar bestod den ursprungligen av en marsipangris. Numera består mandelgåvan av allt ifrån chokladask och russin till leksaker. I stora delar av Danmark får vinnaren även fördelar vid öppnandet av julklappar.

## Grötdocka
Periodvis fick mandeln ge vika för nya seder. Redan i slutet av 1800-talet och ännu mer på 1920- och 30-talen blev det i Sverige modernt att byta ut mandeln mot en så kallad grötdocka. Detta är en liten docka i mandelstorlek (ungefär 2 cm lång), vanligtvis tillverkad av porslin, som lades i gröten istället för mandel. Grötdockan symboliserade samma sak som mandeln.